# Cesare Milani
Cesare Milani   (Liorna, 4 de gener de 1905 - valor desconegut, 21 de juny de 1956) va ser un remer italià que va competir durant les dècades de 1920 i 1930.
Durant la seva carrera esportiva va prendre part en tres edicions dels Jocs Olímpics, sempre com a timoner. El 1928, a Amsterdam, fou eliminat en sèries de la cursa de dos amb timoner del programa de rem. Quatre anys més tard, als Jocs de Los Angeles, guanyà la medalla de plata en la competició del vuit amb timoner del programa de rem, medalla que revalidà el 1936, a Berlín.
En el seu palmarès també destaquen nou medalles al Campionat d'Europa, quatre d'or, quatre de plata i una de bronze, així com nombrosos campionats nacionals.